# Stressor
Il termine inglese stressor, in italiano stressore, si riferisce a stimoli di diversa natura che portano l'organismo e la psiche allo stress. Essi possono essere fisici (uno shock elettrico, l'esposizione al freddo o a caldo eccessivo, ecc…), ambientali-culturali (rumori, traffico, vicini di casa, sport pesanti), metabolici (riduzione dei livelli glicemici), psicologici (un colloquio di lavoro o una prova d'esame), affettivi (un evento di perdita o lutto), alimentari (caffeina).

## Tipologia
Si distinguono fra stressor benefici, che generano il cosiddetto eustress (dal greco eu che significa "bene") e che danno tono e vitalità all'organismo, inducendo il livello nervoso alla produzione di catecolammine (adrenalina e noradrenalina) e il sistema endocrino all'attivazione e all'azione degli ormoni corticosteroidi, e stressor nocivi, che generano il cosiddetto distress (dal greco dys che significa "in peggio") e che possono portare ad un abbassamento delle difese immunitarie oltre ai primari campanelli di allarme (ansia, tensione, insonnia, ecc.).
Oltre alla natura dell'agente stressante sono molto importanti anche l'intensità, la frequenza e la durata dello stimolo; stressor troppo potenti, frequenti e prolungati sono in grado di superare la possibilità di resistenza dell'organismo, (ricordando comunque che il livello di resistenza è prettamente soggettivo) e di portare l'individuo allo stress cronico e alle malattie a esso associate.

## Terapia
Il trattamento tipico prevede l'elaborazione e la realizzazione di strategie atte a diminuire il numero degli agenti stressanti. Per attuare questo, è possibile intervenire su eventi esterni, ambientali e sociali. Basti pensare alla quantità di agenti che sono disseminati lungo il cammino della vita quotidiana di ognuno di noi. Conviene quindi individuare gli stressor e riorganizzare la propria vita cercando di ridurne la quantità.